# بيتي ماكينا
بيتي ماكينا (بالإنجليزية: Betty McKenna)‏ هي لاعبة كرة قاعدة أمريكية، ولدت في 31 مايو 1931 في ليزبون في الولايات المتحدة، وتوفيت في 24 فبراير 1992 في أوهايو في الولايات المتحدة.